# Rue Berthier
La rue Berthier, est une voie de communication de Pantin.

## Situation et accès
La rue est desservie par la station de métro Aubervilliers - Pantin - Quatre Chemins.

## Origine du nom

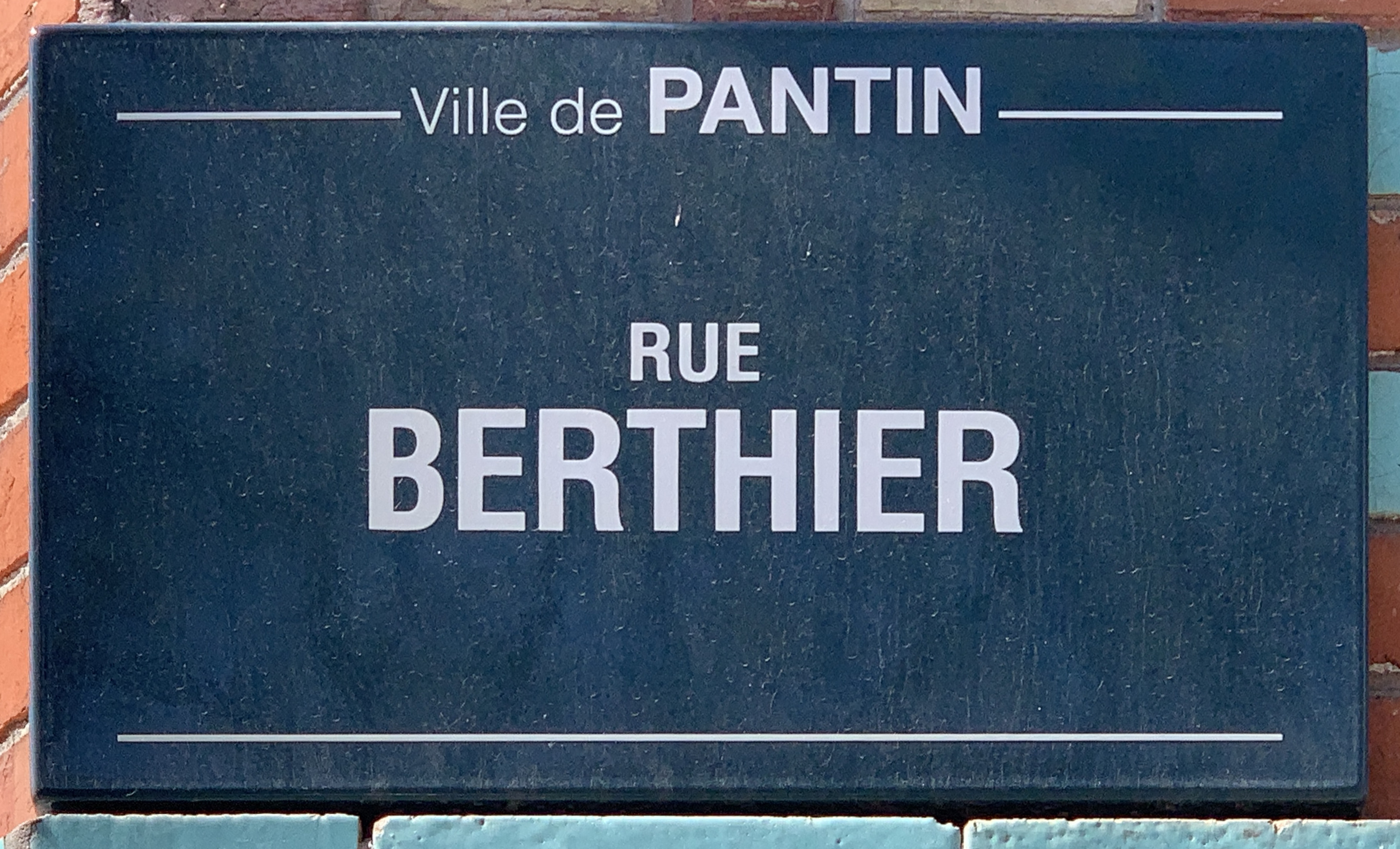
Plaque émaillée rue Berthier, 2021.

Cette rue tient son nom de Louis-Alexandre Berthier, maréchal d'Empire.

## Historique

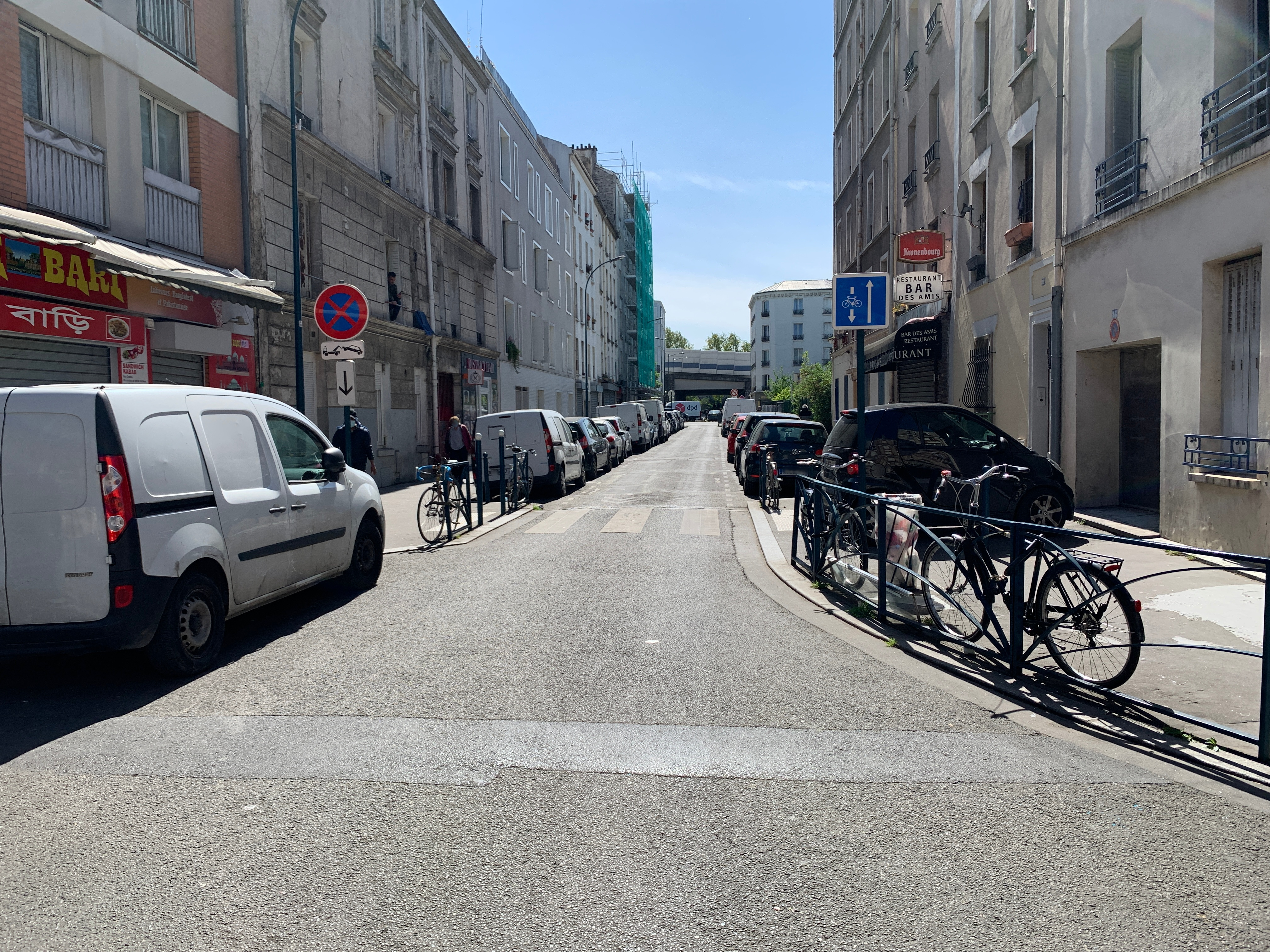
La rue en avril 2021.

L'urbanisation de ce quartier est dû à l'acquisition, vers 1860, des terres de l'ancienne ferme du Rouvray, et répondant au besoin de logements ouvriers. Des terrains agricoles sont acquis par Louis-Pierre et Charles Leroy et Eugène Forest qui y construisent des immeubles de rapport et créent le réseau viaire qui y accède.
Sont alors créées, en plus de cette rue, les rues Sainte-Marguerite, rue Lapérouse, Blanche (aujourd'hui rue du Chemin-de-Fer), Davoust, Magenta et Solférino (aujourd'hui rue Pasteur).
En novembre 1873, plusieurs rues, dont celle-ci, sont cédés à la ville de Pantin, avec un accompagnement financier permettant de terminer sa viabilisation, tant en adduction d'eau, de pavage des rues et de construction d'égouts, ce dernier poste devant toutefois attendre 1891 pour être finalisé.
Le tracé initial de la rue Berthier se terminait à la rue Neuve-Berthier, renommée en 2019 rue Henri-Martin. L'année 1876 verra son extension jusqu'à l'avenue Édouard-Vaillant. En 1896, elle est à nouveau allongée vers Paris, agrandissement qui sera toutefois en partie par un décret du 27 juillet 1930 qui créera la rue Forceval.
Le 8 mars 1918, durant la Première Guerre mondiale, le no 2 rue Berthier prolongée est touché lors d'un raid effectué par des avions allemands.

## Bâtiments remarquables et lieux de mémoire

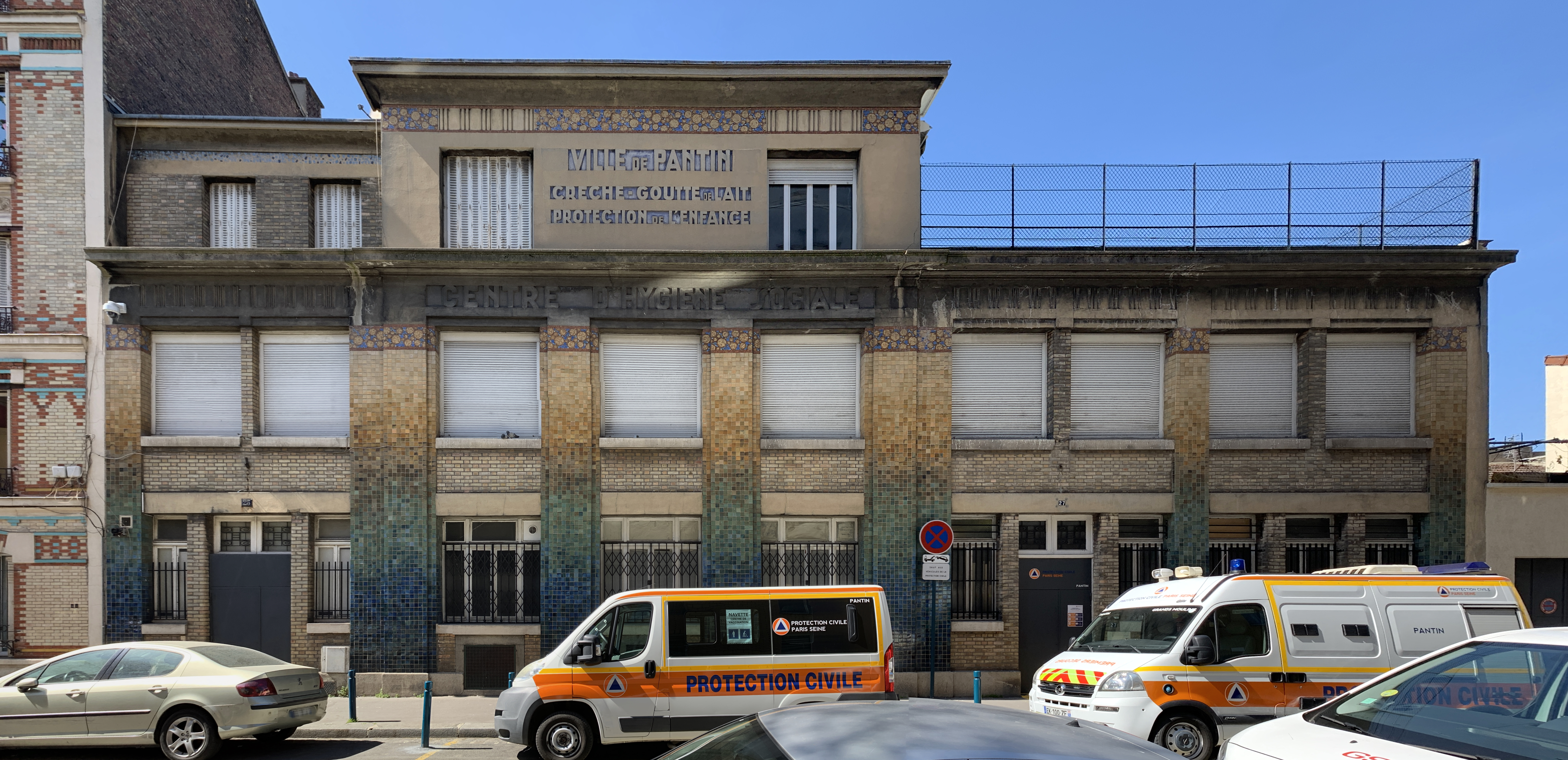
Ancien centre d'hygiène sociale.

- La crèche Berthier, ancien centre d'hygiène sociale[4], qui fait pendant à l'établissement de santé de la rue Sainte-Marguerite[5].
- Au no 23, un immeuble réalisé par l'architecte Paul Saignes, dont la façade de brique claire est rehaussée de briques rouges et glaçurées turquoise et jaunes[6].